# Heike Holbig
Heike Holbig (* 1967) ist eine deutsche Politikwissenschaftlerin und Sinologin. Sie lehrt und forscht seit 2011 als Professorin für Politikwissenschaft mit dem Schwerpunkt Ostasien/China am Fachbereich Gesellschaftswissenschaften der Johann Wolfgang Goethe-Universität Frankfurt am Main.
Holbig studierte ab 1986 Sinologie, Japanologie und Volkswirtschaftslehre an der Universität Erlangen-Nürnberg, der Hauptstadt-Universität für Wirtschaft und Handel in Peking, der Universität Peking und der Ruprecht-Karls-Universität Heidelberg, wo sie 1997 im Fach Sinologie promoviert wurde. Danach absolvierte sie 1998/99 den Postgraduate-Studiengang „Europawissenschaften“ am Europäischen Zentrum für Staatswissenschaften und Staatspraxis in Berlin (Abschluss „Master of European Studies“). Seit 1999 arbeitet sie in verschiedenen Positionen am German Institute of Global and Area Studies (GIGA) in Hamburg. 2011 übernahm sie die Professur für Politikwissenschaft mit dem Schwerpunkt Area Studies China/Ostasien an der Goethe-Universität Frankfurt. Seit 2014 nimmt sie ihre Tätigkeiten als Hochschullehrerin und als GIGA-Senior Research Fellow in Teilzeit (zu je 50 Prozent) wahr.

## Schriften (Auswahl)
- Herausgegeben mit Iwo Amelung, Moritz Bälz, Matthias Schumann und Cornelia Storz: Protecting the Weak in East Asia. Framing, Mobilisation, and Institutionalisation., Routledge. London/New York 2018, ISBN 978-0-367-44527-0.
- Mit Thomas Reichenbach: Verbandliche Interessenvermittlung in der VR China. Der Bund für Industrie und Handel zwischen staatlichem Kontrollanspruch und privatwirtschaftlicher Selbstbehauptung. Institut für Asienkunde, Hamburg 2005, ISBN 978-3-88910-317-8.
- Herausgegeben mit Robert Ash: China's Accession to the World Trade Organization. European and Chinese Perspectives. Routledge. London/New York 2002, ISBN 978-1-138-97041-0.
- Inflation als Herausforderung der Legitimation politischer Herrschaft in der VR China : wirtschaftspolitische Strategien in den Jahren 1987–89. Institut für Asienkunde, Hamburg 2001, ISBN 978-3-88910-256-0 (unter dem Titel Inflation in der Volksrepublik China 1987–89 zugleich Dissertationsschrift, Universität Heidelberg 1997).